# Dumarkunda
Dumarkunda (en hindi: दुमरकुण्ड ) es una localidad de la India, en el distrito de Dhanbad, estado de Jharkhand.

## Geografía
Se encuentra a una altitud de 118 m s. n. m. a 210 km de la capital estatal, Ranchi, en la zona horaria UTC +5:30.

## Demografía
Según estimación 2010 contaba con una población de 12 790 habitantes.